# Srećna nova '49.
Srećna nova '49. é um filme de drama iugoslavo de 1986 dirigido e escrito por Stole Popov. Foi selecionado como representante da Iugoslávia à edição do Oscar 1987, organizada pela Academia de Artes e Ciências Cinematográficas.

## Elenco
- Svetozar Cvetković
- Meto Jovanovski
- Vladislava Milosavljević
- Aco Đorčev
- Dušan Kostovski